# 32. šahovska olimpijada
32. šahovska olimpijada je potekala leta 1996 v Jerevanu (Armenija).
Rusija je osvojila prvo mesto, Ukrajina drugo in ZDA tretje.
Sodelovalo je 665 šahistov v 114 reprezentancah; odigrali so 3.160 partij.